# Myriophacidium tridentatum
Myriophacidium tridentatum är en svampart som först beskrevs av Joseph-Henri Léveillé, och fick sitt nu gällande namn av Sherwood 1980. Myriophacidium tridentatum ingår i släktet Myriophacidium och familjen Rhytismataceae.   Inga underarter finns listade i Catalogue of Life.